# Hermann Rorschach
Hermann Rorschach (tiếng Đức: [ˌhɛʁman ˈʁoːʁʃax] hoặc [ˈʁoːɐ̯ʃax]; 8 tháng 11 năm 1884 - 1 tháng 4 năm 1922) là nhà tâm thần học và nhà phân tâm học trường phái Freud người Thụy Sĩ. Ông nổi tiếng nhờ đã phát triển bài trắc nghiệm phóng chiếu với tên gọi Trắc nghiệm dấu mực Rorschach.

## Tiểu sử
Hermann Rorschach sinh ra tại Zürich, là con trai của Ulrich Rorschach - một giáo viên dạy mỹ thuật. Hermann là anh cả trong gia đình, dưới ông còn có một em gái là Anna và em trai là Paul. Ông trải qua tuổi niên thiếu ở Schaffhausen, miền bắc Thụy Sĩ. Ở trường, ông được các bạn gọi là Klecks - tức "vết mực" trong tiếng Đức - do ông thích tạo ra các "hình" dấu mực trông thật kỳ khôi. Niềm đam mê này đã trở thành công trình của đời ông. Rorschach mồ côi mẹ năm 12 tuổi và mồ côi cha năm mười tám.
Rorschach có niềm đam mê vẽ vời và nghệ thuật từ khi còn trẻ do sự ảnh hưởng từ người cha. Khi thời điểm tốt nghiệp trung học đã đến gần, ông vẫn chưa quyết định được sẽ theo nghề vẽ hay nghề khoa học. Ông bèn viết thư đến nhà sinh vật học danh tiếng người Đức là Ernst Haeckel để xin lời khuyên. Haeckel khuyên ông chọn khoa học, và thế là Rorschach ghi danh vào trường y. Ông học ở nhiều nơi: Neuchâtel, Zürich, Bern (Thụy Sĩ) và Berlin (Đức). Năm 1909, ông tốt nghiệp trường y ở Zürich. Một năm sau, ông kết hôn với bạn đồng nghiệp Olga Stempelin - một phụ nữ quê ở Kazan, Cộng hòa Tatarstan, Nga. Ông tìm được một chỗ làm ở bệnh viện tâm thần tại Münsterlingen, sau đó là Münsingen. Năm 1912, Rorschach hoàn tất mọi yêu cầu để lấy bằng M.D (doctor of medicine) của Đại học Zürich. Năm 1913, hai vợ chồng sang Nga làm việc trong một viện điều dưỡng tư.
Năm 1914, Rorschach trở về Thụy Sĩ. Từ tháng 6 năm 1914 đến tháng 11 năm 1915, ông làm việc tại bệnh viên tâm thần Berne-Waldau, sau thì chuyển về bệnh viện tâm thần ở Herisau - nơi ông Trợ lý giám đốc. Năm 1919, ông trở thành Phó Chủ tịch đầu tiên của Hội Phân tâm học Thụy Sĩ. Từ 1911 đến 1921, ông nghiên cứu rất nhiều nhằm phát triển trắc nghiệm vết mực. Cuốn sách Psychodiagnostik ra đời năm 1921 đã đặt nền tảng cho bài trắc nghiệm Rorschach.
Ngày 1 tháng 4 năm 1922, Rorschach qua đời vì bệnh viêm phúc mạc, nguyên do có thể là từ chứng viêm ruột thừa. Khi qua đời ở tuổi 37, ông vẫn là Phó Giám đốc bệnh viện Herisau. Hai ông bà Rorschach có một con trai là Wadin (sinh năm 1917) và một con gái là Elizabeth (sinh năm 1919).

### Trắc nghiệm Rorschach
Thời sinh viên, Rorschach từng theo học nhà tâm thần học xuất sắc Eugen Bleuler - thầy của Carl Jung. Niềm phấn khích được sống trong giới học giả phân tâm học liên tục nhắc nhớ Rorschach về những vết mực tuổi thơ. Ông tự hỏi, tại sao những người khác nhau khi nhìn cùng vết mực thì lại thường thấy những thứ hoàn toàn khác nhau? Ngay khi còn là sinh viên y khoa, ông đã bắt đầu cho các học sinh nhỏ tuổi xem các dấu mực và phân tích phản hồi của chúng.
Năm 1857, bác sĩ người Đức là Justinus Kerner xuất bản một tập thơ nổi tiếng, trong đó mỗi bài thơ lại lấy cảm hứng từ một vết mực vô tình rơi. Có người cho rằng Rorschach đã xem cuốn sách này. Theo Gurvizt (1951), có vẻ Rorschach còn lấy cảm hứng từ nghiên cứu của một sinh viên y khoa khác tại Đại học Zurich - người đã không thành công trong việc dùng vết mực để phân biệt người bị bệnh tâm thần với người không bị bệnh.
Theo như tường trình, bài trắc nghiệm này được thiết kế nhằm phản ánh những phần vô thức trong một nhân cách được "phóng chiếu" lên trên các nhân tố kích thích. Các cá nhân được cho xem lần lượt mười dấu mực, sau đó phải báo cáo lại xem đã nhìn thấy đồ vật hay hình dáng gì trong mỗi dấu mực đó. Việc đánh giá kết quả phản hồi không phải là đơn giản. Nó dựa trên hai mức độ là "nội dung" (vết mực trông giống cái gì) và "thể" (tính thống nhất của câu trả lời so với hình dạng thực của vết mực). Mức độ "thể" thấp nghĩa là người đó có vấn đề trong tiếp nhận thực tại hoặc có trí tưởng tượng cao quá mức. Trắc nghiệm Rorschach không hoàn toàn được khen hay bị chê. Những người ủng hộ cho rằng bài trắc nghiệm có thể cung cấp cái nhìn sâu về đặc điểm tính cách, xung đột nội tâm, trí thông minh nói chung,...của một người. Những người chỉ trích cho rằng thử nghiệm này không có giá trị thực về mặt khoa học.

## Tác phẩm
Ghi chú: Nhan đề tác phẩm, tên tạp chí chuyên ngành đều viết bằng tiếng Đức.

### Bài viết
- "Über „Reflexhalluzinationen" und verwandte Erscheinungen", Zeitschrift für die gesamte Neurologie und Psychiatrie 13, 1912, tr. 357–400
- "Reflexhalluzinationen und Symbolik", Zentralblatt für Psychoanalyse 3, 1912, tr. 121–128
- "Pferdediebstahl im Dämmerzustand", Archiv für Kriminal-Anthropologie und Kriminalistik 49, 1912, tr. 175–180
- "Ein Beispiel von mißlungener Sublimierung und ein Fall von Namenvergessen", Zentralblatt für Psychoanalyse 2, 1912, tr. 403–406
- "Zur Pathologie und Operabilität der Tumoren der Zirbeldrüse", Beiträge zur klinischen Chirurgie 83, 1913, tr. 451–474
- "Über die Wahl des Freundes beim Neurotiker", Zentralblatt für Psychoanalyse und Psychotherapie 3, 1913, tr. 524–527
- "Analyse einer schizophrenen Zeichnung", Zentralblatt für Psychoanalyse und Psychotherapie 4, 1913, tr. 53–58
- "Analytische Bemerkungen über das Gemälde eines Schizophrenen", Zentralblatt für Psychoanalyse und Psychotherapie 3, 1913, tr. 270–272
- "Assoziationsexperiment, freies Assoziieren und Hypnose im Dienst der Hebung einer Amnesie", Correspondenz-Blatt für Schweizer Ärzte 47, 1917, tr. 898–905
- "Einiges über schweizerische Sekten und Sektengründer", Schweizer Archiv für Neurologie und Psychiatrie 1, 1917, tr. 254–258
- "Weiteres über schweizerische Sektenbildungen", Schweizer Archiv für Neurologie und Psychiatrie 2, 1919, tr. 385–388
- "Ein Mord aus Aberglauben", Schweizer Volkskunde 10, 1920, tr. 39–43
- "Über ein wahrnehmungsdiagnostisches Experiment", Schweizer Archiv für Neurologie und Psychiatrie 6, 1920, tr. 360–361

### Chuyên khảo
- Psychodiagnostik. Methodik und Ergebnisse eines wahrnehmungsdiagnostischen Experiments (Deutenlassen von Zufallsformen), Bern: Ernst Bircher, 1921

### Di cảo
- Emil Oberholzer (biên tập, 1923), "Zur Auswertung des Formdeutversuchs für die Psychoanalyse", Zeitschrift für die gesamte Neurologie und Psychiatrie 82, tr. 240–274
- "Zwei schweizerische Sektenstifter (Binggeli und Unternährer)", Imago 13 (số đặc biệt), 1927, tr. 395–441
- Christian Müller; Rita Signer (2004), "Briefwechsel", Bern: Hans Huber ISBN 978-3-456-84044-4